# Старое Аннино

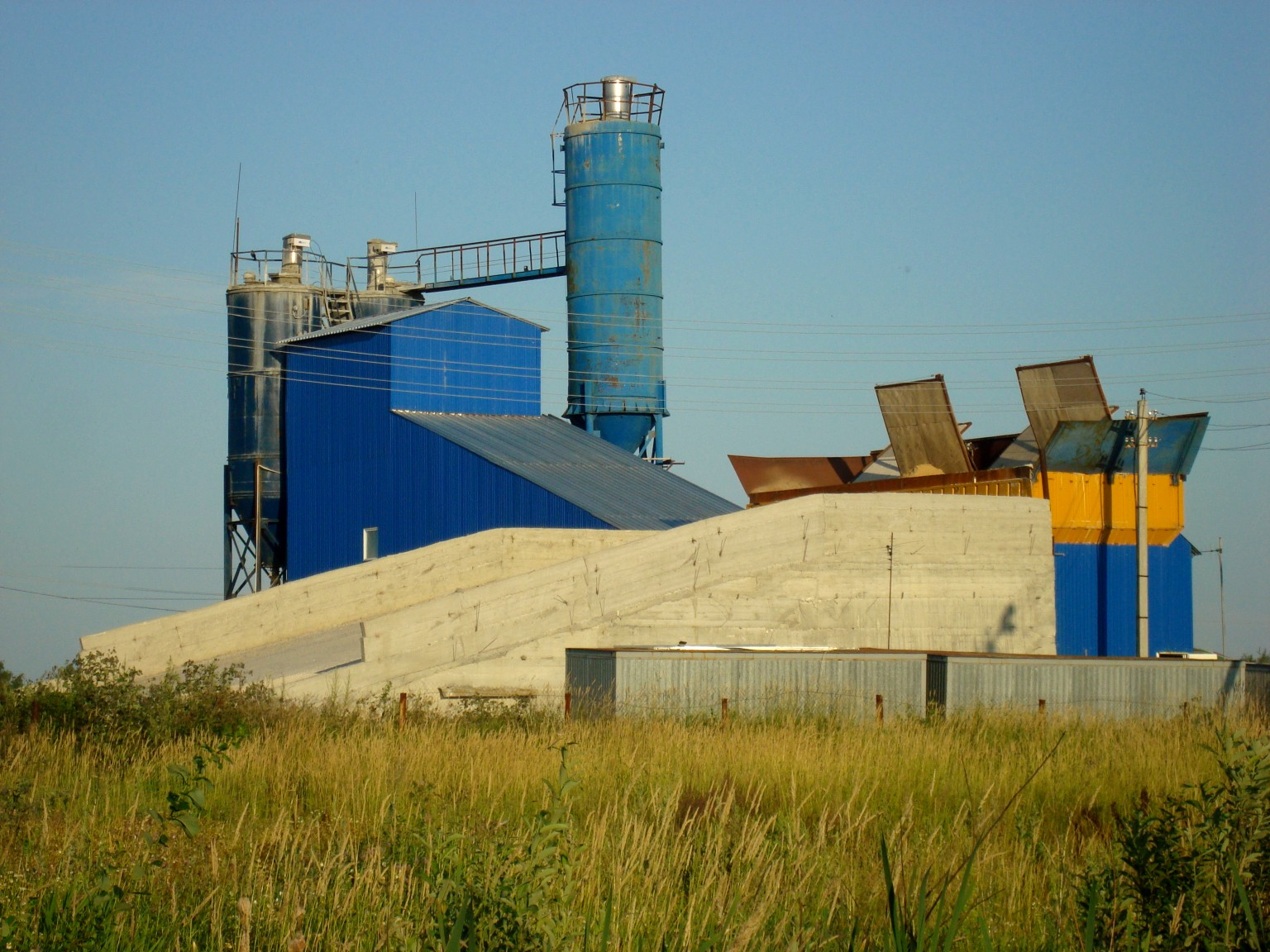
Бетонный завод

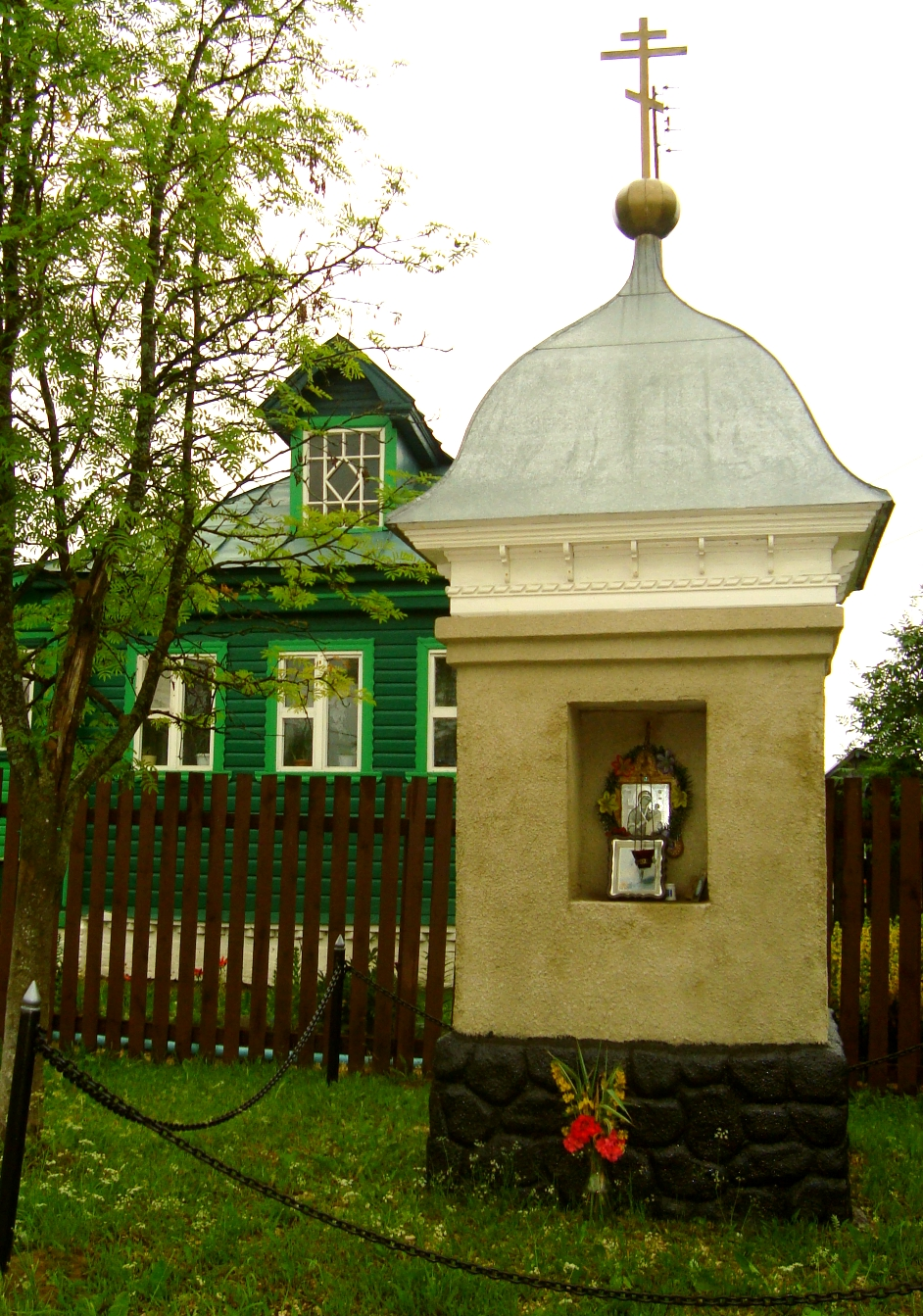
Часовня

Ста́рое А́ннино — деревня в Петушинском районе Владимирской области России. Входит в состав Петушинского сельского поселения.

## География
Расположена к северу от деревни Новое Аннино. Через Старое Аннино проходит дорога к деревне Костино, что лежит ещё севернее.
Деревня разделена трассой на две части. На одной из которых находится памятник погибшим в Великой Отечественной войне, а на другой часовня.

## История
В 1574 году братья Матвей, Григорий и Юрий Григорьевичи Ловчиковы приложили деревню Аннино вместе с селом Крутец в Троице-Сергиев монастырь.
В конце XIX — начале XX века деревня являлась центром Аннинской волости Покровского уезда Владимирской губернии, с 1921 года — в составе Орехово-Зуевского уезда Московской губернии. В 1859 году в деревне числилось 60 дворов, в 1905 году — 120 дворов, в 1926 году — 118 дворов.
С 1929 года деревня являлась центром Аннинского сельсовета Петушинского района Московской области, с 1944 года — в составе Владимирской области, с 1954 года — в составе Петушинского сельсовета, с 1984 года — в составе Аннинского сельсовета, с 2005 года — в составе Петушинского сельского поселения. 

## Население
| 1859 | 1897 | 1905 | 1926 | 2002 | 2010 | 2021 |
| ---- | ---- | ---- | ---- | ---- | ---- | ---- |
| 415  | ↗644 | ↘632 | ↘457 | ↘138 | ↘92  | ↗146 |

## Экономика
В 2007 г. группа компаний «Мегалит» открыла в деревне бетонный завод.

## Достопримечательности
Между 1900 и 1917 гг. в Старом Аннино на центральной улице построена часовня, существующая и поныне.